# 27 mai 1959
Le mercredi 27 mai 1959 est le 147e jour de l'année 1959.

## Naissances
- Éric Tabuchi, photographe français
- Brigitte Benkemoun, auteure et journaliste française
- Claudie Bizard
- Dirk Claes, personnalité politique belge
- Eugene Melnyk
- Finn Nørgaard (mort le 14 février 2015), producteur danois
- Hisashi Hirai
- Hugues Fontaine, photographe français
- José Miguel Camacho Sánchez, homme politique espagnole
- Lyudmila Rogozhina

## Décès
- John Clinton Porter (né le 4 avril 1871), personnalité politique américaine

## Événements
- Création de 5e arrondissement d'Hô-Chi-Minh-Ville